# Albert de Saint-Albin
Albert de Saint-Albin, né le 16 février 1843 à Paris et mort le 18 décembre 1901 à Paris 9e, est un auteur dramatique, journaliste, chansonnier et librettiste français.

## Biographie
Il est le fils de Napoléon-Désiré Neyroud-Lagayère, homme de lettres, rédacteur des journaux le Sport, le Journal des Haras, qui a été l’un des premiers à avoir introduit le journalisme sportif en France, de Saint-Albin est un pseudonyme.
Journaliste au Temps, rédacteur en chef du Jockey (1866) et du Figaro (1880), il a été connu comme chroniqueur sportif sous le pseudonyme de Robert Milton et fut un grand promoteur de l'escrime.
Il est à l’origine de la fondation de l’hôpital des Jockeys de Chantilly.
Ses pièces ont été représentées sur les plus grandes scènes parisiennes du XIXe siècle : Théâtre des Variétés, Théâtre du Palais-Royal, Théâtre du Vaudeville, Théâtre de la Gaîté, etc.
Par ailleurs, Saint-Albin fut un grand collectionneur des toiles d'Eugène Boudin dont il possédait une dizaine de peintures et de Gustave Moreau.
Il est inhumé au cimetière Montmartre, chapelle de la 6e division, avec ses parents et sa grand-mère paternelle.

## Œuvres

### Théâtre
- Le Manoir de Pictordu, comédie-opérette en 3 actes, avec Arnold Mortier, 1875
- La Belle Poule, opéra bouffe en trois actes, avec Hector Crémieux, 1876
- La Foire Saint-Laurent, opéra bouffe en trois actes, avec Crémieux et Jacques Offenbach, 1877
- Le Grand Casimir, opérette en trois actes, avec Jules Prével et Charles Lecocq, 1879
- Le Train de plaisir, comédie en 4 actes, avec Alfred Hennequin et Mortier, 1884
- Mam'zelle Gavroche, comédie-opérette, avec Edmond Gondinet, 1885
- Monsieur le Député, comédie en 1 acte, 1885
- Les Joyeusetés de l'année, 1888
- Monsieur l'abbé ou la Belle-mère apprivoisée, 1891
- Leurs gigolettes, 1893
- Panurge, opéra-comique, avec Robert Planquette et Henri Meilhac, 1895
- Le Péril jaune, comédie en 3 actes, avec Alexandre Bisson, posth., 1906

### Sport
- Les Salles d'armes de Paris, 1875
- Le Sportman, 1875
- Les sports à Paris, 2 vol., 1889
- Les cirques, 1889
- Les courses de chevaux en France, Hachette, 1890
- Les Courses de lévriers, le coursing, greyhounds et fox-terriers de Alfred de Sauvenière, préface, 1899
- À travers les salles d'armes, non daté

### Chansons
- Le Langage des yeux !, avec Prével et Lecocq, 1874
- Les Oiseaux en cage, avec Auguste Coédès, 1874
- Pas de récompense. Plaintes d'une Parisienne, avec Coédès, 1878
- Barcarolle d'Asnières, 1885
- L'Ascenseur !, 1894

### Autre
- Le théâtre archi-moral, conférence, avec Mortier, 1874